# Đa Minh Saviô
Đa Minh Saviô (tiếng Ý: Domenico Savio; 2 tháng 4 năm 1842 - 9 tháng 3 năm 1857) là một học trò vị thành niên người Ý của Thánh Gioan Bosco. Cậu học để trở thành một linh mục và bị bệnh và qua đời ở tuổi 15, có thể là do viêm màng phổi. Cậu là người duy nhất trong nhóm tuổi của cậu được sắc phong thánh không phải trên cơ sở cậu đã là một vị tử đạo, mà trên cơ sở cuộc đời của cậu được coi là cuộc sống của vị Thánh. Cậu được ghi nhận vì lòng thành kính và tận tâm với đức tin Công giáo, và cuối cùng đã được phong thánh.
Bosco đã đánh giá Saviô rất cao, và đã viết tiểu sử về cậu học trò nhỏ của mình, Cuộc đời của Đa Minh Saviô. Tập này, cùng với các ghi chép khác của cậu, là những yếu tố quan trọng trong việc phong thánh. Mặc dù thực tế là nhiều người coi cậu đã chết khi còn quá trẻ - mười bốn tuổi - để được coi là thánh, cậu vẫn được coi là đủ điều kiện cho sắc phong duy nhất như vậy trên cơ sở cậu đã thể hiện "đức tính anh hùng" trong cuộc sống hàng ngày. Saviô đã được Giáo hoàng Piô XII phong thánh vào ngày 12 tháng 6 năm 1954, khiến cậu trở thành người không tử đạo trẻ nhất được tuyên thánh trong Giáo hội Công giáo trước khi Francisco và Jacinta Marto, những thị chứng nhân ngoan đạo xứ Fatima, được tuyên thánh vào năm 2017.